# 50 Pułk Piechoty (austro-węgierski)

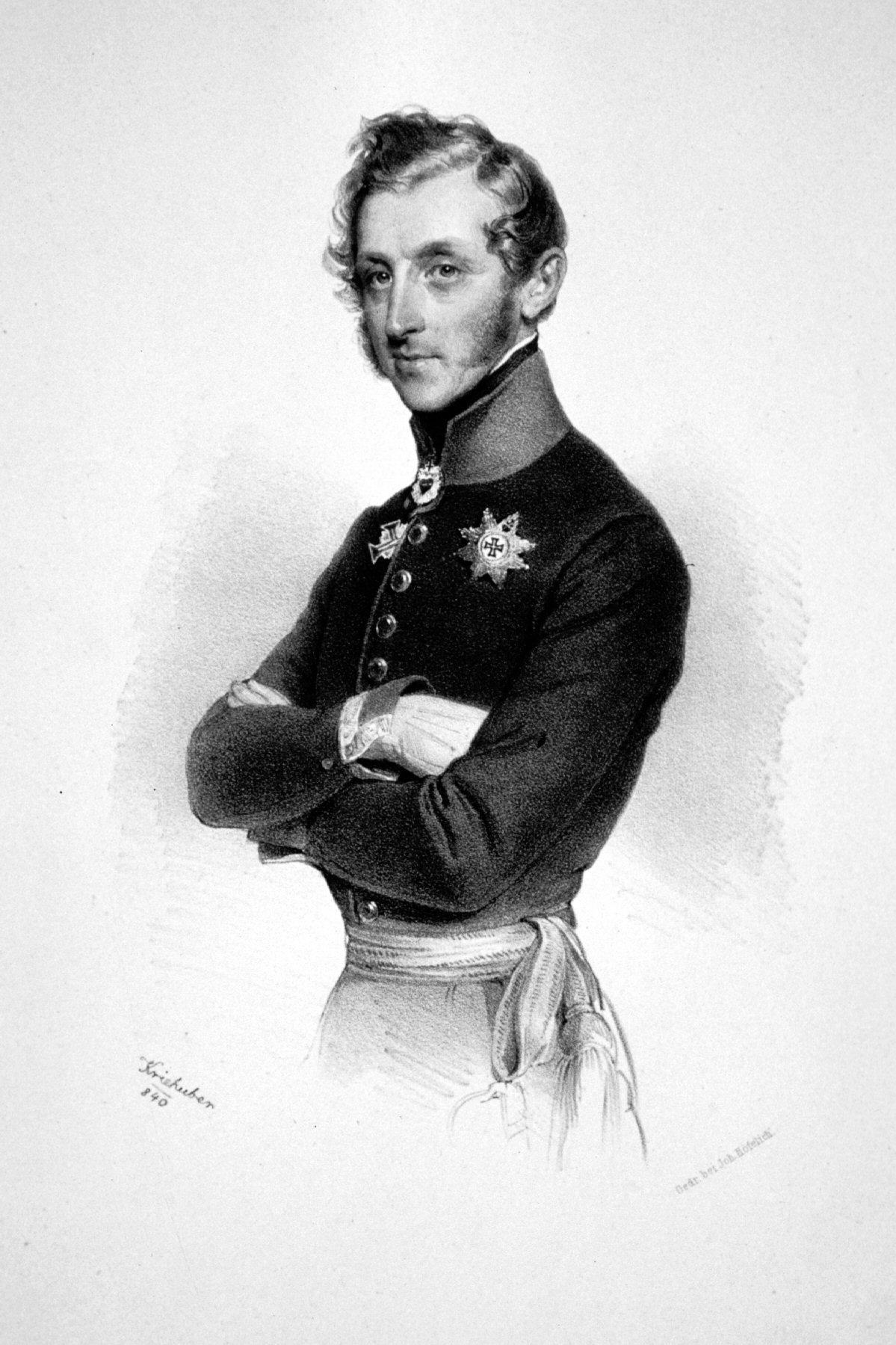
Szef pułku Friedrich Hannibal Fürst von Thurn und Taxis

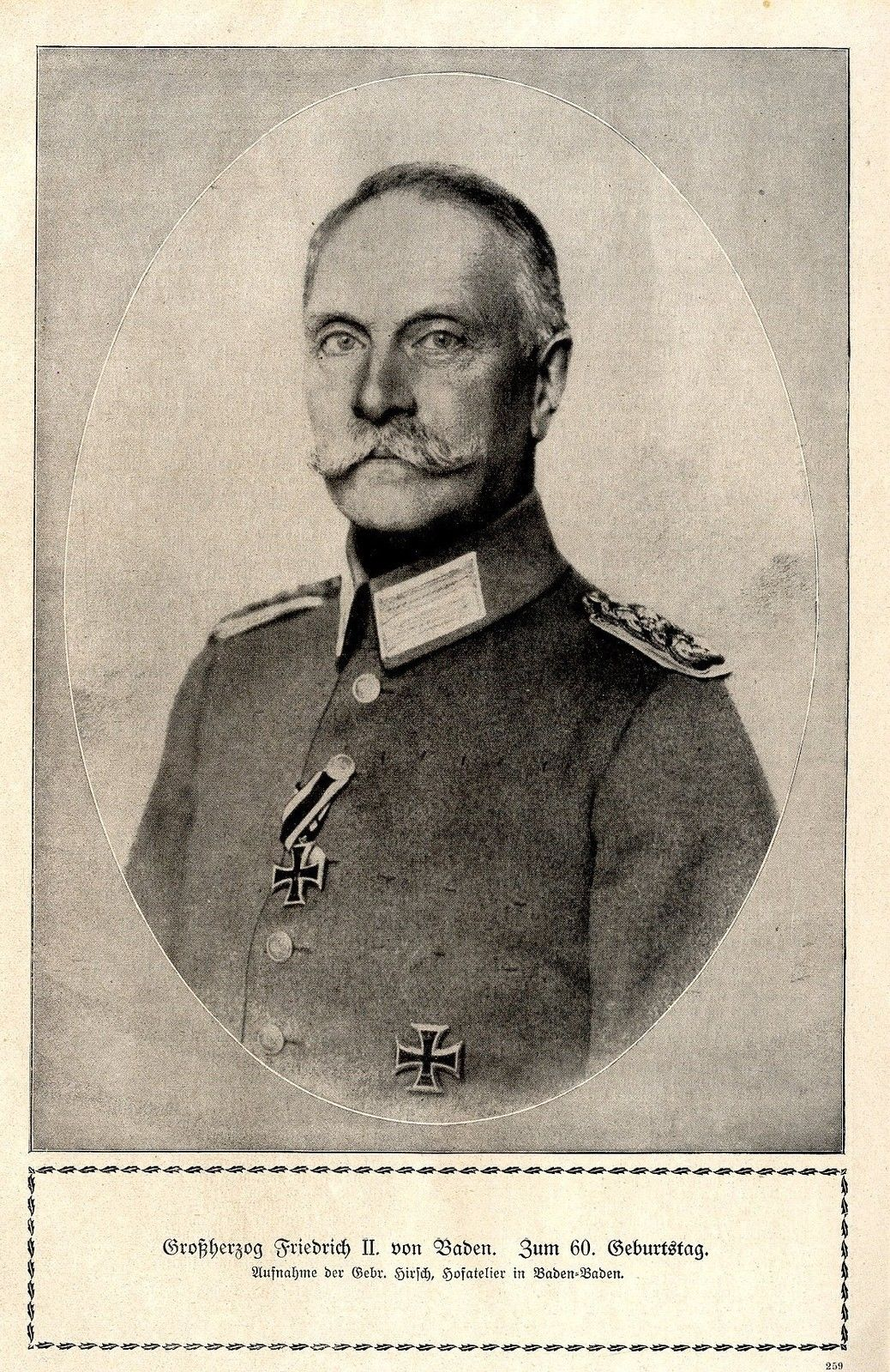
Szef pułku Fryderyk II Badeński

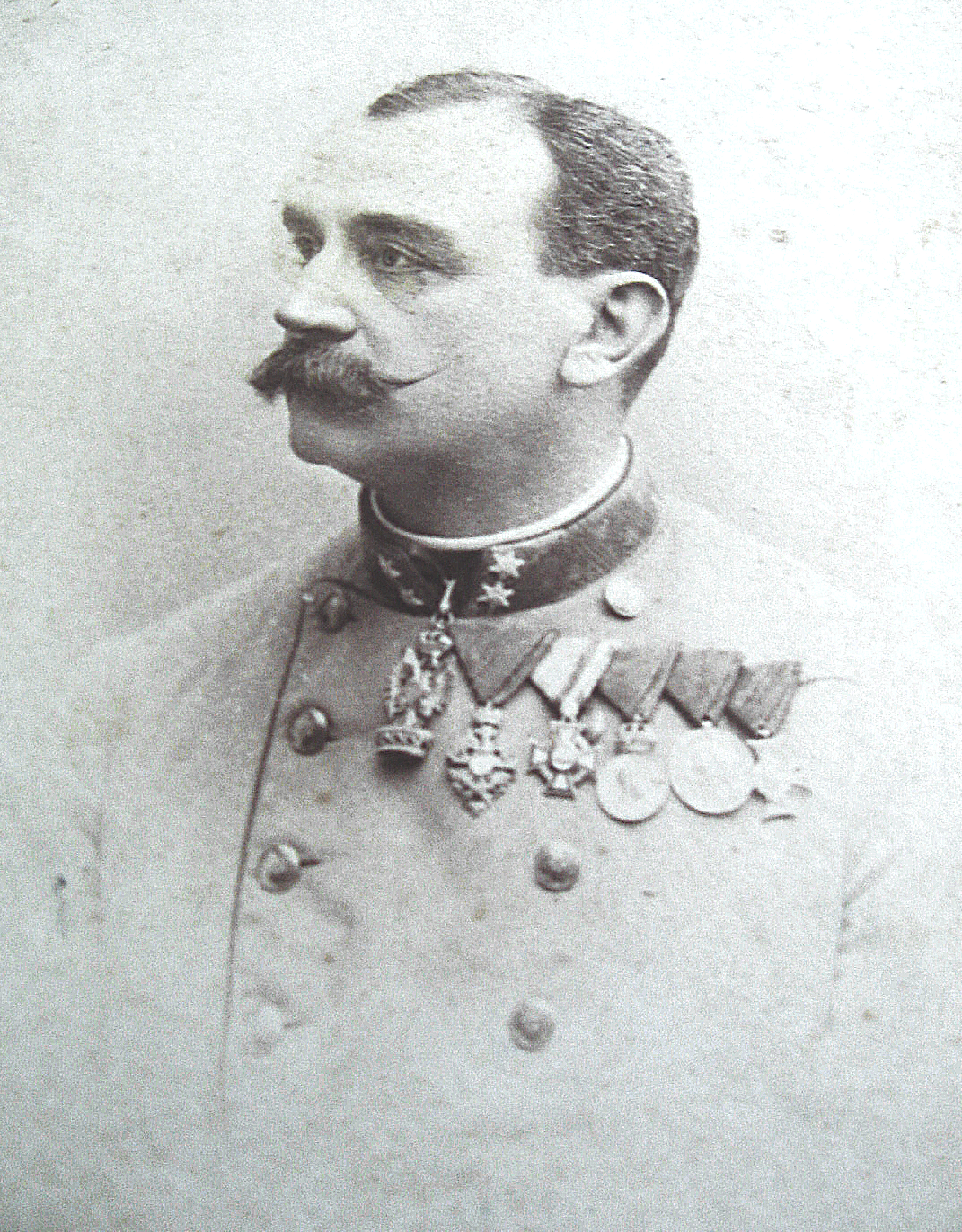
Komendant pułku Emanuel Merta

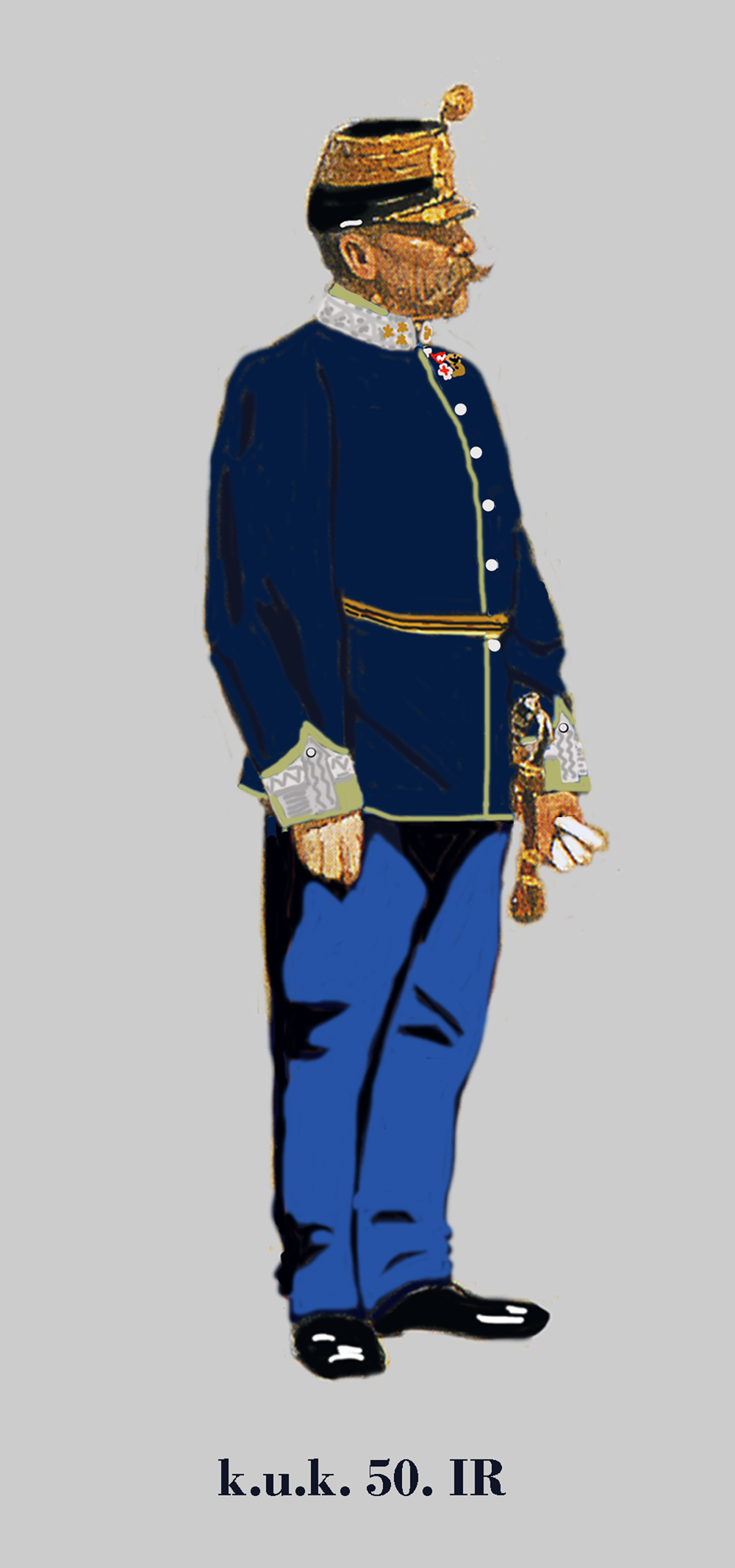
Pułkownik IR. 50

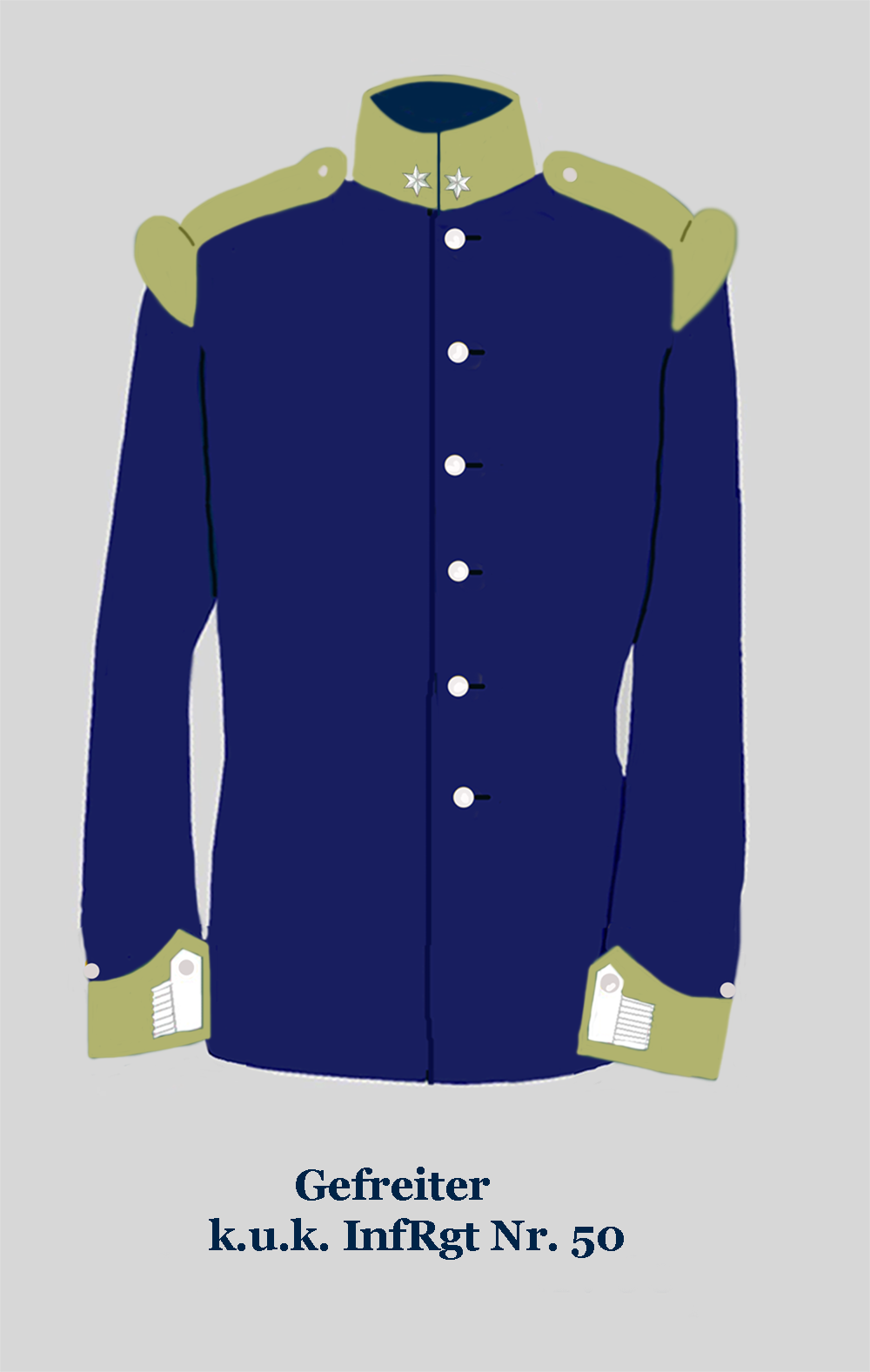
Kurtka munduru gefrajtra IR. 50

Węgierski Pułk Piechoty Nr 50 (IR. 50) – pułk piechoty cesarskiej i królewskiej Armii.

## Historia pułku
W 1762 roku został utworzony drugi Siedmiogrodzko-Wołoski Pułk Piechoty Pogranicznej (niem. zweites Siebenbürger Walachen Grenzinfanterieregiment).
Okręg uzupełnień nr 50 Alba Iulia (węg. Gyulafehérvár, niem. Karlsburg) na terytorium 12 Korpusu.
Swoje święto pułk obchodził 24 czerwca, w rocznicę bitwa pod Custozą stoczonej w 1866 roku.
Kolory pułkowe: zielony (papageiengrün), guziki srebrne.
Skład narodowościowy w 1914 roku 22% – Węgrzy, 71% – Rumunii.
W 1873 roku komenda pułku stacjonowała w Klużu (węg. Kolozsvár, niem. Klausenburg), batalion zapasowy oraz batalion uzupełnień w Gyulafehérvárze (Karlsburgu).
W 1891 roku pułk (bez 3. batalionu) stacjonował w Wiedniu, na terytorium 2 Korpusu, i wchodził w skład 26 Brygady Piechoty należącej do 13 Dywizji Piechoty. Trzeci batalion pozostawał w okręgu uzupełnień, w Gyulafehérvárze (Karlsburgu) i wchodził w skład 32 Brygady Piechoty należącej do 16 Dywizji Piechoty.
W 1894 roku pułk stacjonował na terytorium 15 Korpusu (komenda pułku razem z 2. i 3. batalionem w Sarajewie, 1. batalion w Rogaticy), natomiast 4. batalion pozostawał w okręgu uzupełnień, w Karlsburgu. Pułk (bez 4. batalionu) wchodził w skład 2 Brygady Piechoty należącej do 1 Dywizji Piechoty, natomiast 4. batalion był podporządkowany komendantowi 32 Brygady Piechoty.
W 1895 roku komenda pułku razem z 1. i 4. batalionem stacjonowała w Braszowie (węg. Brassó, niem. Kronstadt), 2. batalion w Karlsburgu, a 3. batalion w Fogarasz (węg. Fogaras). Cały pułk wchodził w skład 31 Brygady Piechoty należącej do 16 Dywizji Piechoty.
W latach 1903–1909 komenda pułku razem z 2. i 3. batalionem stacjonowała w Braszowie, 1. batalion w Gyulafehérvárze, a 4. batalion w Fogarasz.
W latach 1910–1914 pułk stacjonował w Gyulafehérvárze z wyjątkiem 4. batalionu, który był detaszowany na terytorium 16 Korpusu i stacjonował w Mostarze (1910-1911), a następnie w Stolacu. Pułk (bez 4. batalionu) wchodził w skład 69 Brygady Piechoty należącej do 35 Dywizji Piechoty, natomiast detaszowany 4. batalion był podporządkowany komendantowi 13 Brygady Górskiej w Mostarze, a później komendantowi 6 Brygady Górskiej w Bilećy. Obie brygady górskie należały do 18 Dywizji Piechoty.

## Szefowie pułku
Kolejnymi szefami pułku byli:
- generał kawalerii Friedrich Hannibal Fürst von Thurn und Taxis (1851 – †17 I 1857),
- wielki książę Badenii Fryderyk I (1857 – †28 IX 1907),
- wielki książę Badenii Fryderyk II (od 1908).

W 1857 roku drugim szefem pułku został FML August Wilhelm von Stillfried und Rathenitz. Godność tę sprawował do swojej śmierci 28 października 1897 roku.

## Komendanci pułku
- płk Georg Murgiċ (1873 – 1876 → urlopowany)
- płk Karl Placzek (1876 – 1878)
- płk Adolph Mierzynski (1878 – 1879 → urlopowany)
- płk Maximilian Potier des Echelles (1879 – 1882 → komendant 60 Brygady Piechoty)
- płk SG Emanuel von Merta (1882 – 1885 → komendant 2 Brygady Górskiej)
- płk Heinrich Gábor (1885 – 1890 → komendant 2 Brygady Górskiej)
- płk Anton Sterzi (1890 – 1894 → komendant 56 Brygady Piechoty)
- płk Alois Strasszer (1894 – 1895)
- płk Alexander von Wolny (1895 – 1897 → stan spoczynku)
- płk Franz von Rieger (1897 – 1903 → komendant 70 Brygady Piechoty)
- płk Viktor von Scheuchenstuel (1903 – 1907 → komendant 69 Brygady Piechoty)
- płk Friedrich Packenj von Kilstädten (1907 – 1911 → komendant 5 Brygady Piechoty)
- płk Karl Baitz von Szapár (1911 – 1914[1] → komendant 69 Brygady Piechoty)